# Бахо-Баудо
Бахо-Баудо (исп. Bajo Baudó) — город и муниципалитет на западе Колумбии, на территории департамента Чоко. Входит в состав субрегиона Пасифико-Сур.

## История
Поселение, из которого позднее вырос город, было основано 8 марта 1821 года. Муниципалитет Бахо-Баудо был выделен в отдельную административную единицу в 1825 году.

## Географическое положение
Город расположен в юго-западной части департамента, в пределах Тихоокеанской низменности, вблизи устья реки Баудо, на расстоянии приблизительно 111 километров к юго-западу от города Кибдо, административного центра департамента. Абсолютная высота — 5 метров над уровнем моря.
Муниципалитет Бахо-Баудо граничит на севере с территорией муниципалитета Нуки, на северо-востоке — с муниципалитетом Альто-Баудо, на востоке — с муниципалитетом Медио-Баудо, на юго-востоке — с муниципалитетом Истмина, на юге — с муниципалитетом Литораль-де-Сан-Хуан, на западе омывается водами Тихого океана. Площадь муниципалитета составляет 4840 км².

## Население
По данным Национального административного департамента статистики Колумбии, совокупная численность населения города и муниципалитета в 2015 году составляла 17 402 человека.
Динамика численности населения муниципалитета по годам:
| 2005   | 2006   | 2007   | 2008   | 2009   | 2010   | 2011   | 2012   | 2013   | 2014   | 2015   |
| ------ | ------ | ------ | ------ | ------ | ------ | ------ | ------ | ------ | ------ | ------ |
| 16 375 | 16 480 | 16 582 | 16 675 | 16 782 | 16 878 | 16 979 | 17 086 | 17 183 | 17 290 | 17 402 |

Согласно данным переписи 2005 года мужчины составляли 51,9 % от населения Бахо-Баудо, женщины — соответственно 48,1 %. В расовом отношении негры, мулаты и райсальцы составляли 67,7 % от населения города; индейцы — 32,2 %; белые и метисы — 0,1 %.
Уровень грамотности среди всего населения составлял 63,7 %.

## Экономика
Основу экономики Бахо-Баудо составляют сельское хозяйство и лесозаготовка.